# NGC 180
NGC 180 este o galaxie spirală barată situată în constelația Peștii. A fost descoperită în 29 decembrie 1790 de către William Herschel. De asemenea, a fost observată încă o dată de către Herbert Howe.